# Círculo de Apolonio
Un círculo de Apolonio es cualquiera de los muchos tipos de círculos asociados con Apolonio de Perga, un renombrado geómetra griego. La mayoría de estos círculos son encontrados en la Geometría euclidiana, pero círculos análogos han sido definidos en otras superficies; por ejemplo, en la superficie de la esfera, estos últimos son definidos por medio de la Proyección Estereográfica.
Los principales usos del Círculo de Apolonio son los siguientes:
1. Apolonio mostró que un círculo puede ser definido como un conjunto de puntos en un plano que guardan una razón específica de distancias a dos puntos fijos conocidos como focos. Estos Círculos de Apolonio son la base del "Problema de la Persecución de Apolonio".
2. Los Círculos de Apolonio son dos familias de círculos mutuamente ortogonales. La primera familia de círculos es el de todas las posibles razones de distancias a dos puntos fijos llamados focos, mientras la segunda familia consiste en todos los posibles círculos que pasan a través de ambos. Estos últimos círculos son la base de la coordenadas bipolares.
3. El problema de Apolonio consiste en construir círculos que son simultáneamente tangentes a tres circunferencias dadas. La solución a este problema es a veces llamado "Las Circunferencias de Apolonio".
4. El Tamiz de Apolonio —uno de los primeros fractales jamás descriptos— es un conjunto de círculos mutuamente tangentes, formados tras resolver el "Problema de Apolonio" de manera repetida.
5. Los puntos isodinámicos y la Línea de Lemoine de un triángulo puede ser resuelto usando tres círculos, los cuales pasan cada uno a través de un vértice del triángulo y mantienen un radio constante de distancias a otros dos.

## Definición de Círculo de Apolonio

Figura 1. Definición de un círculo de Apolonio

Un círculo es usualmente definido como el conjunto de puntos P a una distancia dada r (el radio del círculo) desde un punto dado (el centro del círculo). Sin embargo, hay otras, definiciones equivalentes de un círculo. Apolonio descubrió que un círculo puede también ser definido como el conjunto de puntos P que tienen un cociente constante de distancias llamado k = d1|d2 a dos puntos dados (llamados A y B en la Figura 1). Estos dos puntos son llamados focos.

### Prueba utilizando vectores en espacios euclidianos
Sea p, a, b los vectores de posición de tres puntos de P, A, B respectivamente.
Sea d1, d2 números reales positivos no iguales.
Sea C el punto de división interna de AB a d1 : d2 y D el punto de división externamente de AB a d1 : d2.
{\displaystyle {\overrightarrow {\mathrm {OC} }}={\frac {d_{2}\mathbf {a} +d_{1}\mathbf {b} }{d_{2}+d_{1}}},\ {\overrightarrow {\mathrm {OD} }}={\frac {d_{2}\mathbf {a} -d_{1}\mathbf {b} }{d_{2}-d_{1}}}.}
Entonces,
{\displaystyle \mathrm {AP} :\mathrm {BP} =d_{1}:d_{2}.\ \Leftrightarrow |\mathbf {p} -\mathbf {a} |:|\mathbf {p} -\mathbf {b} |=d_{1}:d_{2}.}
{\displaystyle \Leftrightarrow d_{2}|\mathbf {p} -\mathbf {a} |=d_{1}|\mathbf {p} -\mathbf {b} |.}
{\displaystyle \Leftrightarrow d_{2}^{2}|\mathbf {p} -\mathbf {a} |^{2}=d_{1}^{2}|\mathbf {p} -\mathbf {b} |^{2}.}
{\displaystyle \Leftrightarrow d_{2}^{2}(|\mathbf {p} |^{2}-2\mathbf {p} \cdot \mathbf {a} +|\mathbf {a} |^{2})=d_{1}^{2}(|\mathbf {p} |^{2}-2\mathbf {p} \cdot \mathbf {b} +|\mathbf {b} |^{2}).}
{\displaystyle \Leftrightarrow (d_{2}^{2}-d_{1}^{2})|\mathbf {p} |^{2}-2\mathbf {p} \cdot (d_{2}^{2}\mathbf {a} -d_{1}^{2}\mathbf {b} )+d_{2}^{2}|\mathbf {a} |^{2}-d_{1}^{2}|\mathbf {b} |^{2}=0.}
{\displaystyle \Leftrightarrow |\mathbf {p} |^{2}-\mathbf {p} \cdot {\frac {2d_{2}^{2}\mathbf {a} -2d_{1}^{2}\mathbf {b} }{d_{2}^{2}-d_{1}^{2}}}+{\frac {d_{2}^{2}|\mathbf {a} |^{2}-d_{1}^{2}|\mathbf {b} |^{2}}{d_{2}^{2}-d_{1}^{2}}}=0.}
{\displaystyle \Leftrightarrow |\mathbf {p} |^{2}-\mathbf {p} \cdot {\frac {(d_{2}-d_{1})(d_{2}\mathbf {a} +d_{1}\mathbf {b} )+(d_{2}+d_{1})(d_{2}\mathbf {a} -d_{1}\mathbf {b} )}{(d_{2}+d_{1})(d_{2}-d_{1})}}+{\frac {(d_{2}\mathbf {a} +d_{1}\mathbf {b} )\cdot (d_{2}\mathbf {a} -d_{1}\mathbf {b} )}{(d_{2}+d_{1})(d_{2}-d_{1})}}=0.}
{\displaystyle \Leftrightarrow |\mathbf {p} |^{2}-\mathbf {p} \cdot \left({\frac {d_{2}\mathbf {a} +d_{1}\mathbf {b} }{d_{2}+d_{1}}}+{\frac {d_{2}\mathbf {a} -d_{1}\mathbf {b} }{d_{2}-d_{1}}}\right)+{\frac {d_{2}\mathbf {a} +d_{1}\mathbf {b} }{d_{2}+d_{1}}}\cdot {\frac {d_{2}\mathbf {a} -d_{1}\mathbf {b} }{d_{2}-d_{1}}}=0.}
{\displaystyle \Leftrightarrow \left(\mathbf {p} -{\frac {d_{2}\mathbf {a} +d_{1}\mathbf {b} }{d_{2}+d_{1}}}\right)\cdot \left(\mathbf {p} -{\frac {d_{2}\mathbf {a} -d_{1}\mathbf {b} }{d_{2}-d_{1}}}\right)=0.}
{\displaystyle \Leftrightarrow ({\overrightarrow {\mathrm {OP} }}-{\overrightarrow {\mathrm {OC} }})\cdot ({\overrightarrow {\mathrm {OP} }}-{\overrightarrow {\mathrm {OD} }})=0.}
{\displaystyle \Leftrightarrow {\overrightarrow {\mathrm {CP} }}\cdot {\overrightarrow {\mathrm {DP} }}=0.}
{\displaystyle \Leftrightarrow {\overrightarrow {\mathrm {CP} }}={\vec {0}}\vee {\overrightarrow {\mathrm {DP} }}={\vec {0}}\vee {\overrightarrow {\mathrm {CP} }}\perp {\overrightarrow {\mathrm {DP} }}.}
{\displaystyle \Leftrightarrow \mathrm {P} =\mathrm {C} \vee \mathrm {P} =\mathrm {D} \vee \angle {\mathrm {CPD} }=90^{\circ }.}
Por lo tanto, el punto P está en el círculo que tiene el diámetro CD.

## El problema de la persecución de Apolonio
El problema de la persecución de Apolonio trata de hallar un punto, donde un barco partiendo del punto A a una velocidad v1 va a interceptar a otro barco que partió de un punto diferente B a una velocidad v2. Asumiendo que los barcos viajan en línea recta y el cociente de sus velocidades viene dado por el número real k, tal que k= v1/v2. En el punto que estos se encuentran, el primer barco habrá viajado una k-ésima parte más de la distancia recorrida por el segundo barco. Por todo esto, el punto de intersección de ambos barcos se sitúa en la circunferencia que define Apolonio, donde los puntos de partida de ambos barcos coinciden con los focos de dicha circunferencia.

## Círculos compartiendo el eje radical

Figura 2. Un conjunto de Círculos de Apolonio. Cada círculo azul se interseca con cada círculo rojo formando un ángulo recto. Y recíprocamente, cada círculo rojo pasa a través de los dos focos (que se corresponden con los puntos A y B en la Figura 1).

Los círculos definidos en El Problema de la Persecución de Apolonio para los mismos dos puntos A y B, pero variando los cocientes de las dos velocidades, son disjuntos uno de otro y de una familia continua que cubre el plano entero; esta familia de círculos es conocida como un Lápiz hiperbólico . Otra familia de círculos, los que pasan por ambos puntos A y B, son también llamados lápiz, o más específicamente un Lápiz Elíptico. Estos dos lápices de Círculos de Apolonio se interceptan cada uno en un ángulo recto y son la base de los sistemas de coordenadas bipolares. Dentro de cada lápiz,cualquiera de los círculos tienen el mismo eje radical; los dos ejes radicales del mismo lápiz son perpendiculares, y los centros de los círculos de un lápiz están sobre el eje radical del otro lápiz.

## Soluciones al problema de Apolonio

El Problema de Apolonio puede tener hasta ocho soluciones. Los círculos coloreados son los 8 círculos tangentes a los 3 en negro.

Tres círculos dados generalmente tienen ocho diferentes círculos tangentes a ellos y cada solución incluye o excluye los tres círculos dados de manera diferente: una de las soluciones, es un subconjunto diferente de los tres círculos tangentes externos.

## Tamiz de Apolonio

Figura 4. Un tamiz simétrico de Apolonio, es llamado también La Caja Leibiniz, debido a su inventor Gottfried Leibniz.

Por la solución repetida del problema de Apolonio para encontrar el círculo, el intersticio entre los círculos mutuamente tangentes, puede ser llenado un número arbitrariamente finito de veces, formando un Tamiz de Apolonio, también conocido como la caja de Leibiniz o Caja de Apolonio. Este Tamiz es un Fractal , siendo auto-similar y teniendo una dimensión d que no es conocida exactamente, pero su aproximación es 1.3, la cual es más alta que la de las curvas regulares (d = 1) pero menos que las de un plano (d = 2). El Tamiz de Apolonio fue primeramente descripto por Gottfried Leibiniz en el siglo XVII, y es una curva precursora del Triángulo de Sierpinski del siglo XX. El Tamiz de Apolonio también tiene profundas conexiones con otros campos de la matemática; por ejemplo, es el conjunto límite de los Grupos de Klein.